# Médersa Koukeldach
La médersa Koukeldach est une médersa (ou madrassah) de Tachkent, capitale de l'Ouzbékistan. C'est la médersa la plus importante des vingt-trois que comprend la vieille ville de Tachkent. Elle a été construite au plus tard en 1568-1569 par le ministre (vizir) des sultans chaybanides, Barak Khan et Dervich Khan, et a pris le nom de « Koukeldach », ce qui signifie « frère de lait », c'est-à-dire en fait « ami de cœur ». C'est ainsi qu'étaient nommés les dignitaires de confiance des sultans.
Le haut portail (pishtak) à auvent (iwan), de 19,7 mètres mène à une cour intérieure dans laquelle donnent les deux étages de cellules (houdjr) qui sont au nombre de soixante, de deux  mètres sur deux mètres. Celles-ci sont constituées d'une chambre et d'une niche à auvent (iwan). Autrefois les cellules étaient occupées par deux ou trois étudiants en théologie coranique. Des tours d'angle (gouldasta) de chaque côté du portail, les muezzins appelaient aux prosternations quotidiennes (namâz, نماز). La médersa n'était plus en activité au XVIIIe siècle, d'après le témoignage (rédigé en 1795) du marchand de Tachkent, Nour Mohammed, et servait déjà depuis longtemps de simple caravansérail, puis elle servit de forteresse et de prison au XIXe siècle du temps du khanat de Kokand. C'est ici qu'étaient jetées, du haut du parapet, les femmes adultères qui étaient emprisonnées dans un sac cousu et tombaient sur le sol de la place jonché de pierres tranchantes. Cette peine a été abolie en 1865 à l'arrivée des Russes. 
Le portail a souffert des tremblements de terre de 1866, 1886 (sa voûte s'est effondrée cette année-là) et 1977. Il a été entièrement restauré dans la décennie 1930, puis 1950-1960 et partiellement reconstruit après le terrible tremblement de terre de 1977. Il se trouve encore régulièrement en travaux de restauration. 

## Liens externes

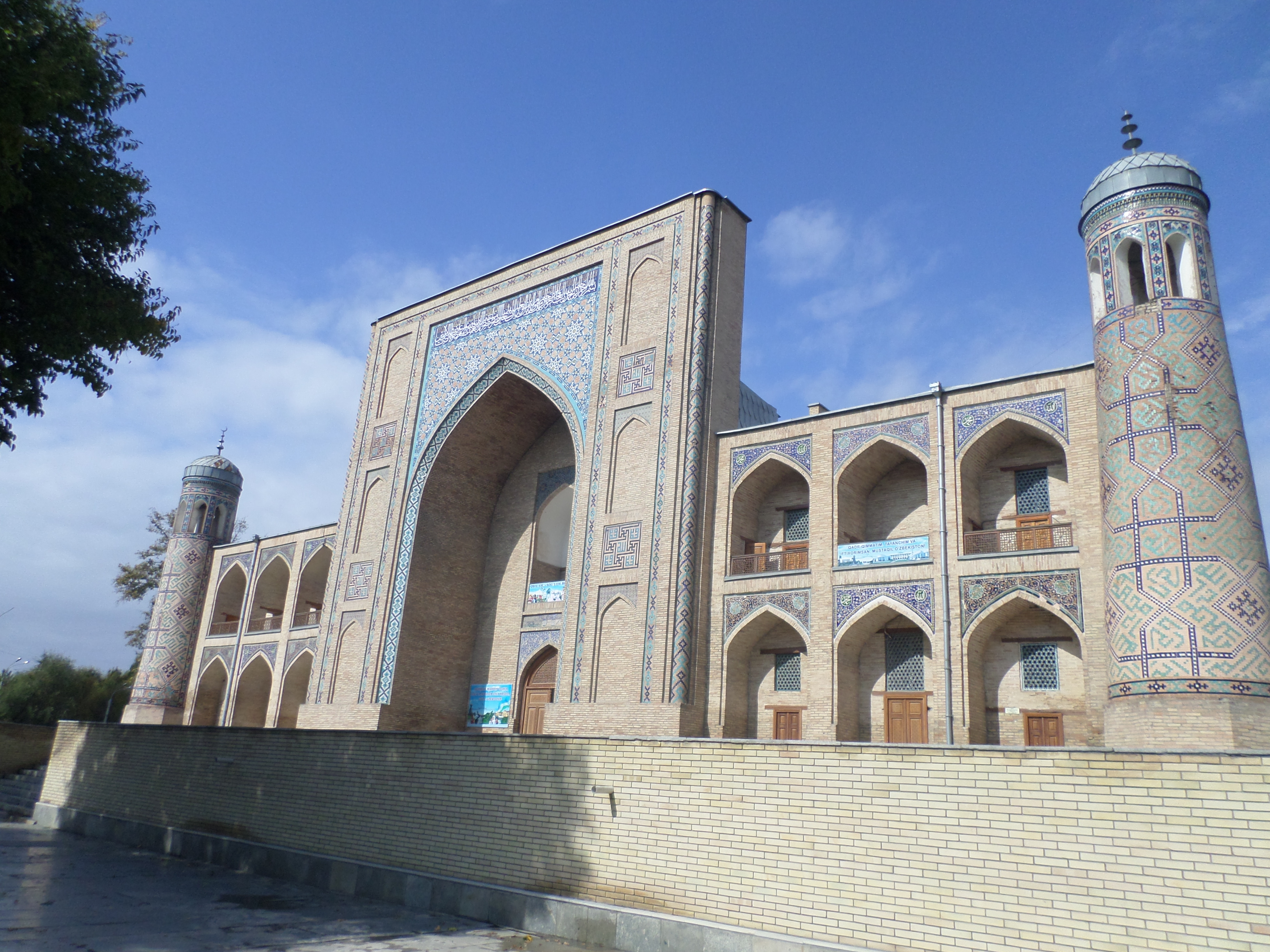
Façade de la médersa Koukeldach.
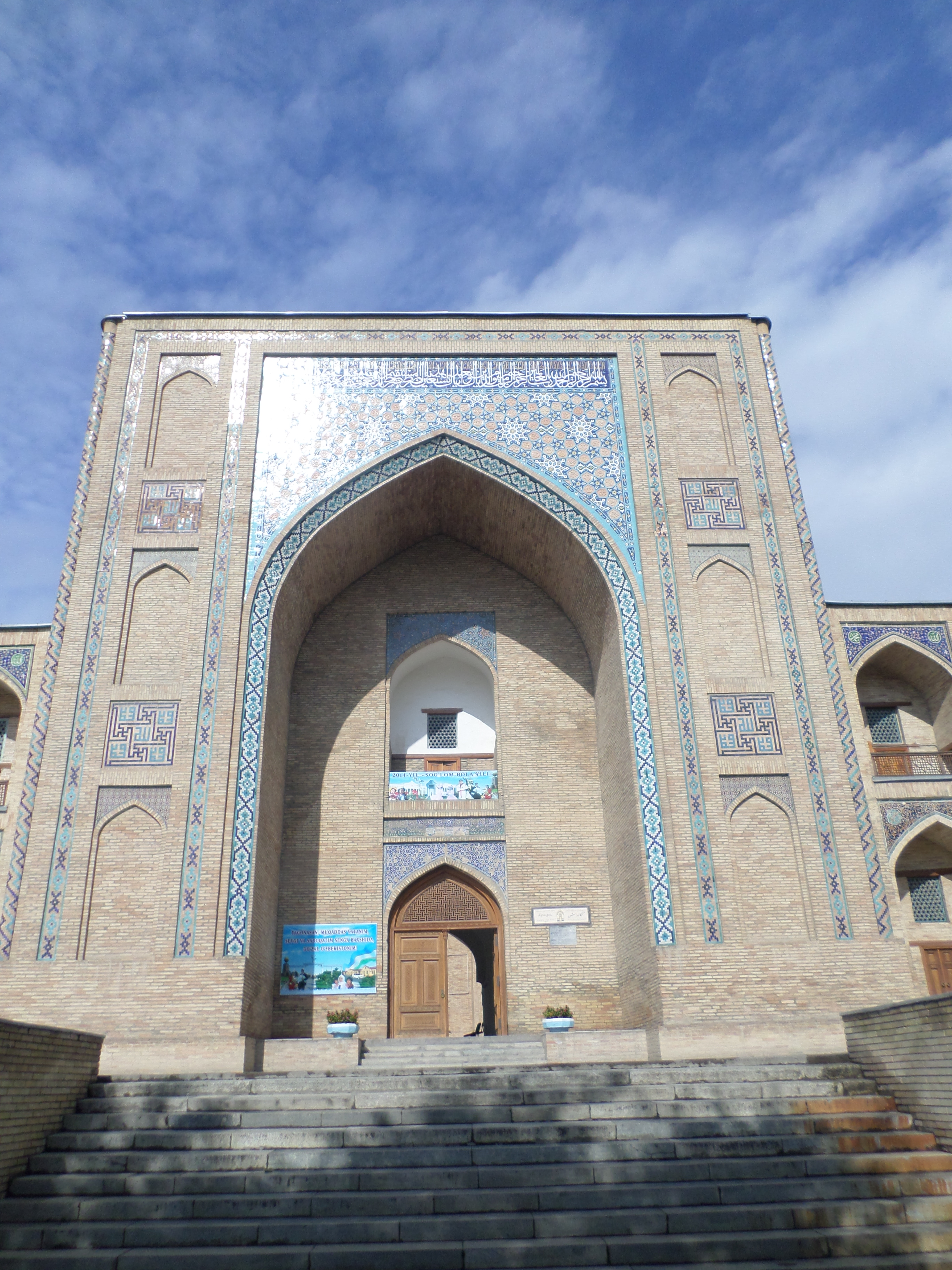
Façade de la médersa Koukeldach.
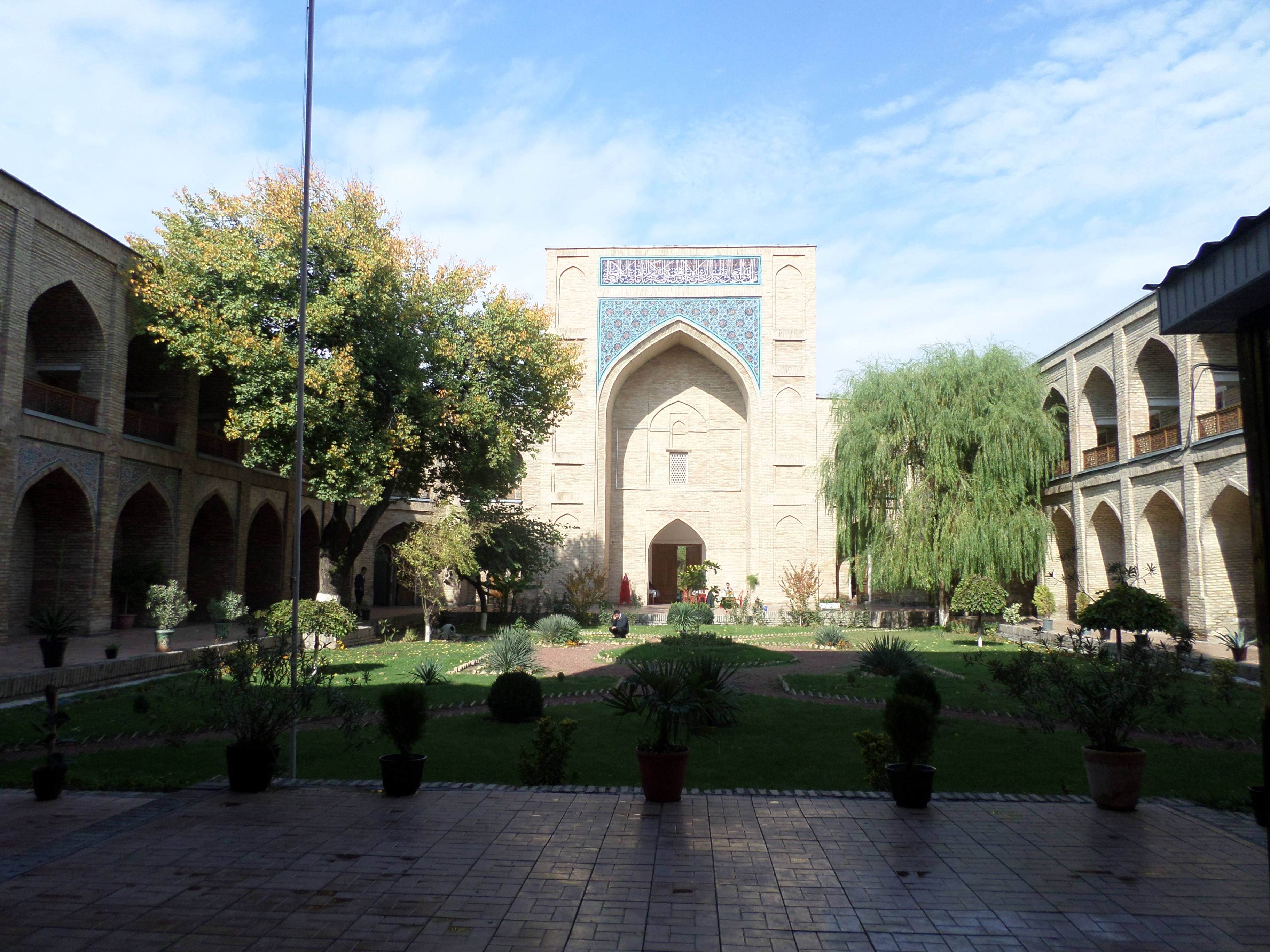
Cour intérieure.